# Deuteronomos lissochila
Deuteronomos lissochila är en fjärilsart som beskrevs av Louis Beethoven Prout 1929. Deuteronomos lissochila ingår i släktet Deuteronomos och familjen mätare. Inga underarter finns listade i Catalogue of Life.